# Donatyre
Donatyre är en ort i kommunen Avenches i kantonen Vaud i Schweiz. Den ligger cirka 51 kilometer nordost om Lausanne. Orten har cirka 302 invånare (2020).
Orten var före den 1 juli 2006 en egen kommun, men inkorporerades då in i kommunen Avenches.